# Berri Txarrak
Berri Txarrak (BTX, en català «Males Notícies») va ser un grup basc de música rock alternatiu nascut el 1994 a Lekunberri. Està format per Gorka Urbizu a la veu i guitarra, David González al baix i Galder Izagirre a la bateria.
És un dels grups més reconeguts de la seva generació a escala internacional. Compta amb més d'una desena de discos publicats al llarg dels més de 20 anys de trajectòria tots ells cantats en euskera, d'entre els quals destaquen Jaio.Musika.Hil (2005), Payola(2009) i Denbora Da Poligrafo Bakarra (2014).

## Història
El grup va formar-se l'any 1994 com a grup paral·lel de Gorka Urbizu i Aitor Goikoetxea (bateria). Gorka i Aitor, amb 15 i 16 anys respectivament, ja portaven un temps tocant a Nahi Ta Nahiez junt amb Jon Iribarren abans de decidir-se a iniciar Berri Txarrak. El 15 d'octubre d'aquell mateix any realitzarenr el seu primer concert, juntament amb el grup Sarraski, el qual se celebrà a la pista de pilota basca de la localitat de Lekunberri d'on són originaris els integrants de la banda i equipament·lació esportiu on establiren també el que seria el seu local d'assaig.
No fou però fins al 1997 quan van començar a dedicar-se exclusivament a Berri Txarrak, completat aleshores per Mikel López (baix) i Aitor Oreja, guitarrista que va deixar el grup a finals del 2004, convertint-se des d'aleshores en trio.

### Berri Txarrak
Després d'autoeditar-se una maqueta titulada Maketa amb sis temes, Berri Txarrak va obtenir diversos premis a diferents concursos de grups novells, la qual cosa va derivar en l'oportunitat per a enregistrar el seu primer disc, de títol homònim Berri Txarrak i que va veure la llum a la tardor de 1997. Enregistrat a Espartza per Javi Sanmartín, Berri Txarrak va irrompre amb força a l'escena de rock euskaldun, gràcies a senzills com «Lotsarik gabe, 500 urte ta gero o Ardifiziala». En boca dels seus autors, aquest primer disc va suposar una espècie de pont estilístic entre la maqueta i el seu segon disc, amb el qual van fer un salt qualitatiu substancial i van posar les bases pels seus posteriors treballs.
El segon disc va arribar el 1999 sota el títol d'Ikasten (en català «aprenent» o «estudiant»), enregistrat també als estudis Sonido XXI el 3 d'agost d'aquell any. Aquesta vegada sota producció d'Haritz Harreguy. Ikasten va donar la sorpresa gràcies a una evolució poc comú en un segon disc, molt treballat, i amb una especial i nova forma d'entendre les cançons. Temes com «Ikusi arte», «Ez» o la mateixa «Ikasten» van obrir-los la possibilitat d'oferir una infinitat de concerts i créixer com a banda.
Fidels al seu ritme natural de composició i de publicar en anys senars, dos anys més tard (2001) va arribar Eskuak/Ukabilak (en català «Mans/Punys»), un disc que va venir a confirmar el talent de Berri Txarrak i els va consolidar com la punta de llança de l'avantguarda del rock basc. Enregistrat als Garate Studios d'Andoain sota la batuta de Kaki Arkarazo, Eskuak/Ukabilak conté clàssics del repertori de BTX com la incendiària «Oihu», la metàl·lica «Stereo» o la profunda «Biziraun», que va obtenir el premi Gaztea Saria a la millor cançó de l'any. Menció especial al disseny del CD a càrrec de Biktor Andueza. Aquest tercer disc va cridar l'atenció del públic i la premsa de l'Estat espanyol, tenint una bona repercussió fora del País Basc.
El 2003 va arribar la quarta entrega, Libre ©, enregistrat al mateix lloc que l'anterior treball. Aquest disc va suposar un altre gran salt qualitatiu en la carrera de Berri Txarrak i va portar amb ell el beneplàcit de la crítica especialitzada i les primeres gires per Europa. Libre © és el disc més hardcore de Berri Txarrak, un grup en constant evolució i que t é cura del seu missatge crític i ple d'emocions. Diversos mitjans musicals, com Rock Sound i Euskadi Gaztea, van apuntar Libre © com millor disc estatal de rock del 2003. En destacaren temes com «Denak ez du balio» (en la qual col·laborà Tim McIlrath cantant del grup estatunidenc Rise Against), «Hil nintzen eguna» i «Izena, izana, ezina».

### Jaio.Musika.Hil
Un cop acabada l'extensa gira, el 23 de desembre de 2004 s'anuncià que el guitarrista Aitor Oreja abandonava el grup després de deu anys, ja que no podia compaginar més el ritme frenètic de la banda amb la seva vida personal. El 2005, Gorka, Aitor G. i Mikel decideixen seguir endavant com a trio i se centren a compondre el seu cinquè àlbum. Jaio.Musika.Hil (en català «Néixer.Música.Morir») s'enregistrà a un baserri d'Eraso junt al productor Karlos Osinaga, i és mesclat als Estats Units per Ed Rose (Kurt Cobain, The Get Up Kids, Motion City Soundtrack), reputat enginyer i un dels estendards del so indie americà.

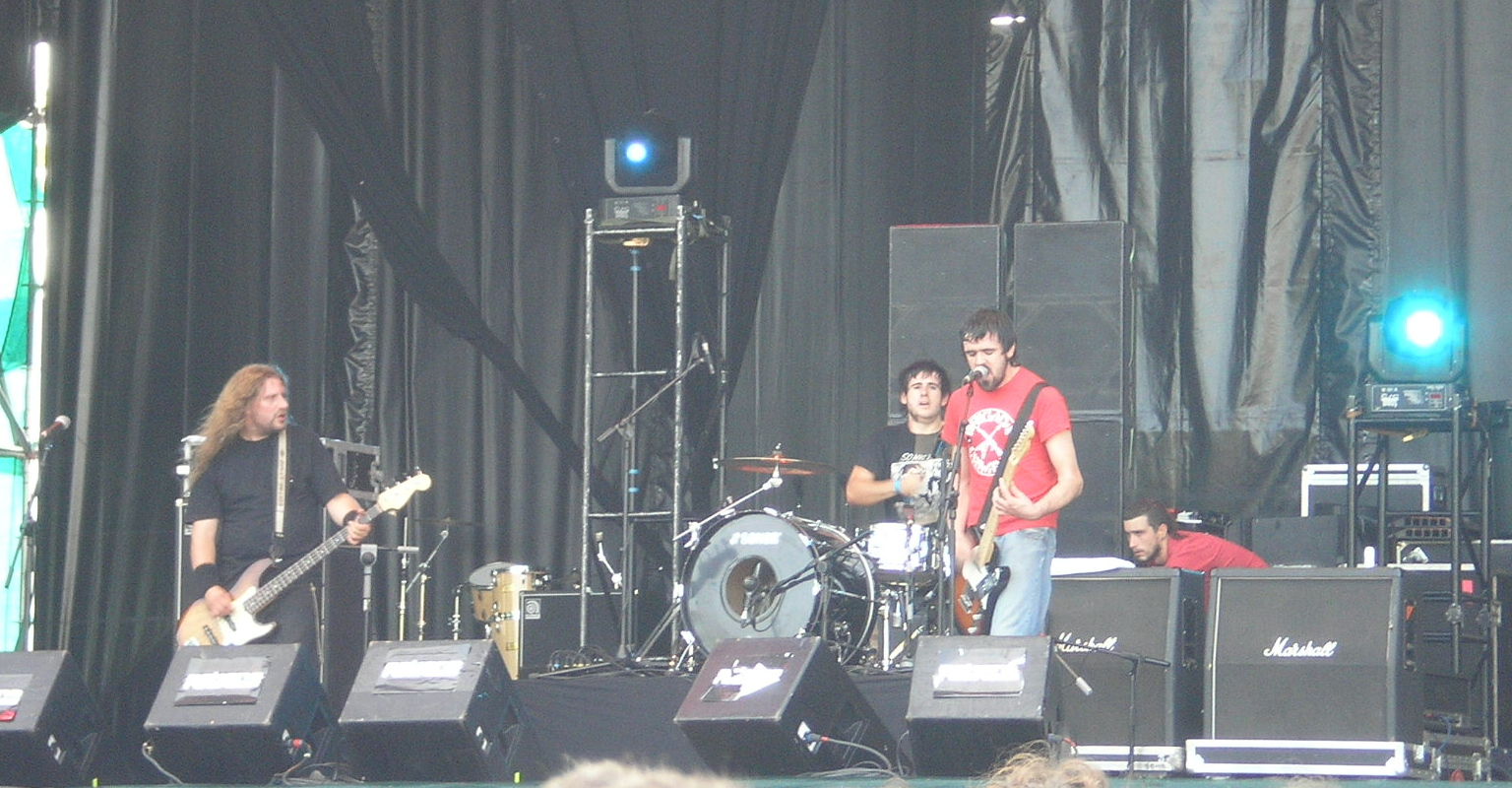
Berri Txarrak a l'Azkena Rock Festival el setembre de 2006.

Un cop gravat Jaio.Musika.Hil el 2005, Berri Txarrak es va embarcar en una gira per tot el món de gairebé 200 concerts amb la qual van obrir el camí internacional de la seva carrera: Nicaragua, Mèxic, EUA, Japó, Taiwan, Irlanda, Alemanya, Suïssa i Anglaterra, que van aprofitar per gravar amb una càmera de mà material amb el qual formarien el documental Zertarako Amestu (en català «Per què somiar»). En 70 minuts de metratge en blanc i negre es poden veure gravacions de concerts, entrevistes als membres de la banda i a la gent que els ha anat acompanyant en la seva carrera musical, com Marí Goñi de GOR Discos, Karlos Osinaga de Lisabö, Tim McIlrath de Rise Against, Ryan Pope de The Get Up Kids, Ed Rose de Black Lodge Studios, així com la curiosa gravació del disc Jaio.Musika.Hil en un mas d'Eraso i la seva posterior mescla a Kansas. El documental fou presentat a diversos festivals com el Portobello Film Festival o el Zinemastea de Gasteiz. En la seva publicació es va incloure també la gravació d'una actuació en directe de la banda a un vell gaztetxe de Gernika, actuació a la qual només van poder assistir 300 persones i que es va interpretar amb la banda tocant literalment envoltada del públic el qual se'l veu fins i tot interaccionar amb ella. Aprofitarien també per publicar el recopilatori Denak ez du balio (SINGLES 1997-2007) (en català «No tot és vàlid») amb senzills de la banda. Un total de 22 cançons que anaven de 1997 a 2007, dels cinc àlbums amb la discogràfica independent GOR més algunes rareses. Aquestes cançons foren votades a través d'internet pels fans als quals se'ls demanava que diguessin al correu electrònic de GOR Discos quins eren els seus 15 temes preferits. Aquest recopilatori incloïa també en el pack el DVD Zertarako Amestu. En el llibret del treball s'hi exposaven comentaris sobre cada un dels temes i sobre el que significaven per a la banda, escrit tant en euskera com en castellà i anglès.
Després d'una llarga gira «Zertarako Amestu Tour 2008» pel Japó i Europa, el 29 de maig de 2008 el baixista Aitor «Rubio» anuncià la retirada de la banda al·legant motius personals i incompatibilitat per dedicar el màxim d'esforç al grup. Fou substituït per David González que llavors era baixista de COBRA i TT L.T.
El sisè àlbum d'estudi Payola s'enregistrà als estudis Eletrical Audio de Chicago amb la col·laboració de Steve Albini, productor de grups com Pixies, Neurosis o Nirvana. El resultat fou un disc de so brut i potent amb guitarres que sonaven als anys 1970, a Tom Morello i stoner rock. El seu so característic és degut al fet que és un disc gravat en analògic per desig exprés de la banda. Durant la gravació van rebre la visita de Tim McIlrath que estava a Chicago en aquelles dates. McIlrath col·laborà en els temes «Folklore» i «Achtung». Aquest disc també seria l'estrena de la nova plataforma de la banda Only In Dreams, que actuaria com a segell personal del grup. L'àlbum es publicà el 14 de setembre de 2009. El tema «Folklore», fou guardonat amb el premi Vox Pop a la Millor Cançó Punk en els Independent MUSIC AWARDS de 2010, els quals compten amb gent com Tom Waits o Ozzy Osbourne entre el jurat.
El 12 de març de 2009 realitzaren un concert secret en una famosa sala de Madrid, sota el nom de JMH Trio (Jaio.Musika.Hil Trio). A partir de llavors la banda va fitxar amb la discogràfica Roadrunner Records (distribuïdora de grups com Slayer, Down, Soziedad Alkoholika o Hamlet) tancant així una etapa amb la discogràfica GOR Discos que havia distribuït tots els seus àlbums fins llavors. Finalment Payola sortiria a la venda el 14 de setembre de 2009 en format CD i en format vinil a finals d'any. Un àlbum amb més mitjos tempos que els anteriors i amb potents riffs orientats molt a l'stoner rock.

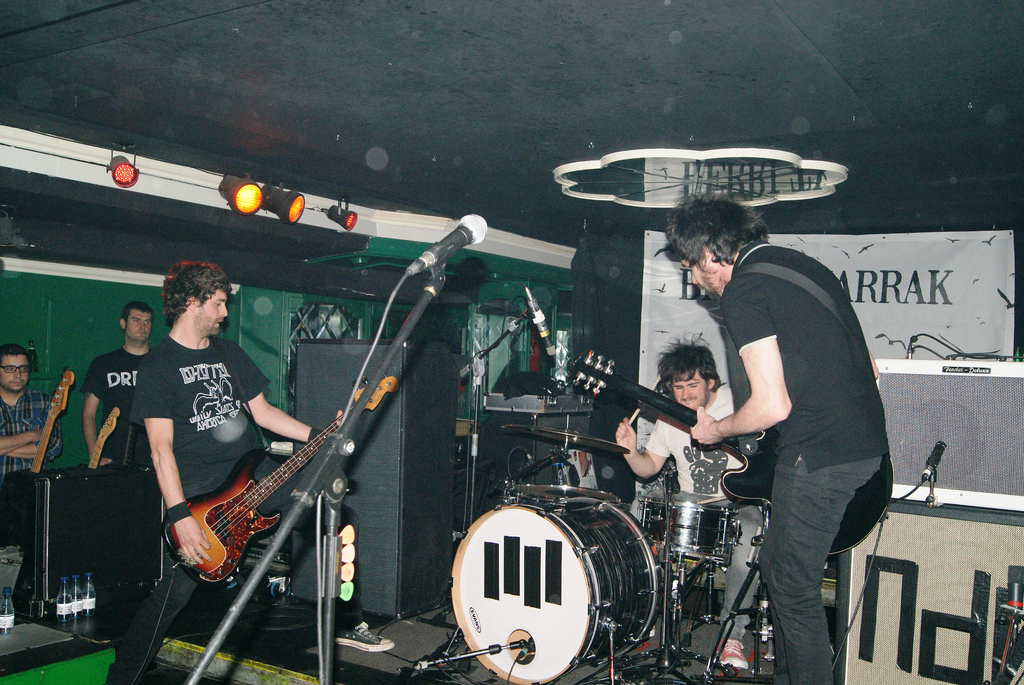
Berri Txarrak amb Aitor a la bateria en un concert a Salamanca el 15 d'abril de 2010

La banda patí un nou canvi de formació al poc de llençar el disc. L'agost de 2010 el grup comunicaria que Aitor, membre fundador juntament amb Gorka, també abandonava la banda, ocupant el seu lloc Galder Izagirre, bateria de les bandes Dut i Kuraia. Amb aquesta nova formació ja tan sols quedaria Gorka com a membre fundacional.
El 2011 començaren la gravació d'un nou disc, titulat Haria (en català «El fil»), amb el famós productor Ross Robinson (Slipknot, Korn). Un disc que jugaria més amb els extrems de la banda proporcionant encara més popularitat a la formació. Amb temes com «Albo-kalteak», «Harra» o «Makuluak» (amb lletra basada en un poema de Bertolt Brecht). A més, Haria comptaria amb la col·laboració de Matt Sharp al tema «FAQ», líder de The Rentals (amb qui Gorka Urbizu havia col·laborat en el passat) i que fou el primer baixista de Weezer. El disc va rebre encara més difusió que els anteriros de la banda, i els va portar fins i tot a actuar a festivals com el Hellfest el 21 de juny de 2013, a l'escenari Warzone amb Bad Religion, Converge i Sick of It All entre d'altres.

### Denbora Da Poligrafo Bakarra
Per celebrar els seus vint anys i alhora trencant amb la tradició de publicar àlbums d'estudi sempre en anys senars, Berri Txarrak anuncià que a finals de novembre de 2014 publicaria un nou àlbum amb el títol de Denbora Da Poligrafo Bakarra (en català «El temps és l'únic polígraf») iniciat als estudis de Ross Robinson a Venice Beach de Califòrnia. L'àlbum seria un triple EP amb 20 cançons pels 20 anys que celebrava la banda, un per cada sessió de gravació: la primera amb Ross Robinson (Slipknot, Sepultura), una altra amb Ricky Falkner (Standstill, Love of Lesbian) i una altra amb Bill Stevenson (Rise Against, NoFX, As I Lay Dying). El 20 d'octubre varen anunciar que la portada del disc seria obra de l'il·lustrador Joseba Elorza. Gorka Urbizu explicaria anys més tard que el mètode per elaborar els 3 EP seria el de reunir-se els membres de la banda compondre els temes concrets d'un dels EP, anar-se'n a l'estudi de gravació del productor triat per cada un, i així successivament fins a completar tot tres EP de l'àlbum.
En el primer EP gravat al març i abril amb Ross Robinson als estudis Venice Beach, Berri Txarrak oferiria el so més metàl·lic i modern estatunidenc, de l'estil de bandes com Fear Factory, Korn, Limp Bizkit, Machine Head, com també de The Cure o Klaxons. I que segons destacà la banda «valora per damunt de tot l'aspecte més emocional i fins i tot espiritual de la música, pel qual busca posar els dits dins de les entranyes del músic i així aconseguir aquestes preses úniques des dels budells». En el segon EP gravat entre juliol i agost, treballarien amb Ricky Falkner que als estudis Reno de Madrid, i que aportaria segons el grup la «capacitat de portar el nostre so (si és que això és quelcom definible) a altres terrenys abans no transitats per Berri Txarrak». Aquest segon disc constaria de cançons especialment amb lletres de «caràcter més obscur». I pel tercer EP es comptà amb Bill Stevenson, un mite del punk rock, bateria de grups com Descendents, Black Flag i Lemonheads, i productor de referència en el gènere (Rise Against, Nofx, Lagwagon). Aquest tercer EP fou gravat al setembre als estudis de gravació de Bill Stevenson The Blasting Room a Fort Collins, el qual juntament amb el seu tècnic de so Jason Livermore, oferirien el vessant més metal·lic encara a l'estil d'As I Lay Dying. En conjunt l'àlbum constarà de «cançons curtes i directes: píndoles sonores de dos minuts gravades en una setmana al mític estudi The Blasting Room al vell estil de: tots a la vegada en una mateixa sala».
L'1 de juliol de 2014 a través del programa de ràdio 180 grados de Radio 3, presentaren una de les cançons que inclouria el nou àlbum. La cançó anomenada «Etsia» mostrava un estil molt similar al que s'havia escoltat a Haria i, per tant, es tractava d'un tema que estaria en el primer EP Sutxakurrak produït per Ross Robinson. Uns mesos més tard, el 6 d'octubre del mateix any estrenaren també la cançó «Lemak, aingurak» que en aquest cas mostrava un estil entre l'electropop i el post-punk fins llavors inusual en la banda, i que per tant encaixava en el segon EP Helduleku Guztiak de l'àlbum que correspondria al productor Ricky Falkner com així es va confirmar al presentar la llista de temes dels tres EP.
L'àlbum es publicaria el 24 de novembre, i els tres EP portarien per nom I- SUTXAKURRAK el produït per Ross Robinson, II- HELDULEKU GUZTIAK el produït per Ricky Falkner, i III- XAKE-MATE KULTURAL BAT el produït per Bill Stevenson i Jason Livermore. Alhora també es reeditarien a inicis de desembre els àlbums Payola i Haria en format vinil. També anunciaren una gira per diverses ciutats com Donostia, París, Madrid, Sevilla, Saragossa, Barcelona, València, Frankfurt, Köln, Essen, Biarritz, Burgos, Oviedo, Santiago, Valladolid, Gasteiz, Bilbao, i Palma, que duraria de finals de 2014 a mitjans de 2015.
El 30 de novembre de 2016 anunciarien un nou videoclip amb la cançó «Poligrafo Bakarra» (coincidint que feia una setmana del segon aniversari del seu últim àlbum). La cançó formava part de l'EP produït per Ricky Falkner i el vídeo fou realitzat per Joseba Elorza.
Amb la celebració del Record Store Day de 2017, Berri Txarrak va anunciar el 24 de març la publicació el 22 d'abril d'un nou senzill en vinil de 10 polzades, gravat exclusivament amb motiu de la celebració d'aquella data musical. L'edició d'aquest senzill que portaria per títol Bakarrik egoteko modu berri bat (en català «Una nova manera d'estar sols») estaria limitada a 1.000 còpies i només es podria comprar a les botigues de discos independents que apareixien al lloc web oficial de la celebració. A més explicaren que el disseny anà a càrrec de la pròpia banda (amb fotos de Galder Izagirre) i que contindria un codi de descàrrega gratuïta de les cançons. Tot autoeditat novament pel seu propi segell discogràfic Only In Dreams. També es van donar a conèixer els noms dels temes que hi estarien inclosos: a la cara A «Bakarrik egoteko» (un tema nou) i a la cara B «Belaunaldi bat» (una versió de la cançó «No Generation Gap» de Wipers). La gravació s'havia realitzat el gener de 2017 a la masia Cal Pau de Sant Pere Molanta a Barcelona, amb Santi García dirigint la gravació.
El dia 21 d'agost Bill Stevenson (Descendents, Black Flag) anuncià a través d'un vídeo a YouTube que Berri Txarrak estava en plena gravació del seu novè àlbum als estudis The Blasting Room. Gorka Urbizu explicaria que la gravació d'aquest nou àlbum però ja s'havia proposat durant la participació de Berri Txarrak com a convidats a obrir la gira sud-americana «Hypercaffium Spazzinate» de Descendents. Al finalitzar aquell concert explicà Urbizu que Stevenson se'ls va acostar els va abraçar i els va convidar de nou a gravar a l'estudi on ja havien gravat l'any 2014 el tercer EP de Denbora Da Poligrafo Bakarra anomenat XAKE-MATE KULTURAL BAT. En un principi decidiren que la cançó «DARDARAREN BAT» (en català «Algun tremolor») seria la primera cançó i «ZORIONAREN LOBBYA» («El lobby de la felicitat») l'última de l'àlbum. El dimecres 18 d'octubre publicaren el primer senzill del nou novè àlbum anomenat «Infrasoinuak» (en català «Infrasons») i que serví també per anunciar el 24 de novembre de 2017 com a data de publicació del nou àlbum que s'anomenaria també Infrasoinuak i que el publicaria Only In Dreams, el propi segell de la banda.

### Aturada indefinida
El 12 de desembre de 2018 Gorka Urbizu anuncià en un comunicat a la pàgina web oficial que Berri Txarrak aturava la seva activitat després d'una última gira l'any 2019 just quan la banda celebraria els 25 anys de carrera musical. Gorka Urbizu informà que per sobre de l'esgotament físic i mental «sempre ha seguit els seus impulsos, i el cos em demana créixer com a creador, tot i que això suposi relegar el grup que ha sigut l'eix de la meva vida. Seguiré creant, però amb una altra firma».
L'any 2021 es presentar una pel·lícula documental Dardara que l'última gira de la banda i el seu concert final a Pamplona.

## Col·laboracions
Berri Txarrak ha participat també en alguns discs recopilatoris com Nafarroa, Hitza Dantzan (GOR, 2001); Navarra, tierra de rock, Tributo a Judas Priest (Zero Records, 2000) amb l'aclamat tema «Bisai Berriak» que van compondre el 2003.
Al disc Nafarroa, hitza dantzan, publicat el 15 d'octubre de 2001 per GOR Discos, col·laboraren també altres grups com Barricada, Tijuana in blue, Marea, i Dikers, que interpretaren lletres compostes per bertsolaris. La lletra del tema «Bizitzaren iturria» interpretat per Berri Txarrak va ser obra d'Aritz Saragueta. Aquesta recopilació fou un projecte de l'associació Euskal Herriko Bertsozale Elkartea que es dedica a la promoció del bertsolarisme en la cultura basca.
A l'àlbum Libre© s'inclou una participació de Tim McIlrath (Rise Against) en el tema «Denak ez du balio», i en l'àlbum Jaio.Musika.Hil hi ha una col·laboració d'Aritz (Deabruak Teilatuetan) en el tema «Iraultza Txikien Asanblada». Han col·laborat en el tribut a Judas Priest amb el tema «Breaking the law».
També van col·laborar amb Boikot («Stop censura»), Kauta («Mezulari izan nahi dut»), Kerobia («Zuen tragediak»), Muted («Ez naiz gai»), Dikers («Aprende a desconfiar») Habeas Corpus («Por una vez»), KOP («Sols el poble salva al poble») i Esne Beltza («Sortzen»).
Gorka (veu i guitarra) ha participat en diversos projectes paral·lels com Peiremans+, amb el qual edità un EP de 5 cançons, o Katamalo, amb el conegut com «Bihotz Bakartien Kluba» («Club dels Cors Solitaris»).
Han col·laborat en el tribut a Judas Priest amb el tema «Breaking the Law» i en el disc 18/98 auzolanean amb el tema «Min hau», en contra del macrosumari 18/98. També han col·laborat amb «Bisai Berriak» cançó que compongueren per la trobada Gazte Topagunea d'Elorrio l'any 2002, en la qual hi participà Gorka de Leihotikan, Aiora de Zea Mays, Fernando d'El Corazón del Sapo i Kuraia, i que també s'edità en el disc Aurtengo Gorakada 6 del segell GOR.
Al febrer de 2014 participaren també en l'edició del número 100 de la revista Rock Zone amb una versió d'«In Exile» de Thrice que Gorka Urbizu traduí com «Errari», i que es gravà als estudis Ultramarinos Costa Brava a Sant Feliu de Guíxols amb Santi Garcia com a productor junt amb els mateixos Berri Txarrak, i la masterització de Victor Garcia.
A l'octubre de 2014, Gorka Urbizu col·laborà en l'àlbum d'homenatge a Lou Reed produït per Jonan Ordorika, i que s'anomenà Lou Reed,mila esker. El disc es publicaria el 27 d'octubre, quan es complia el primer aniversari de la mort del novaiorquès. Urbizu hi interpretà una versió de la cançó «Who Am I? (Tripitena's Song)», cançó que es considera pel seu títol un testament de Lou Reed i que aquest publicà al seu últim disc en solitari The Raven.

## Influències i estil musical
Les influències de Berri Txarrak van de Nirvana a System of a down, Rage Against the Machine, Pedro the Lion, Weezer i New Order, Rise Against, Neurosis i Black Sabbath, entre molts d'altres. Al seu MySpace però no hi deixaren constància dels noms dels citats grups, sinó que hi inscriuen només els noms de les cares visibles de tals bandes: «Bazan, Cuomo, Cobain, Morello...». A més, en els repertoris del grup entremesclen el nom dels seus temes amb els noms dels altres grups que els recorden les seves cançons.
A temes com «Aspaldian utzitako zelda» o «Mundua begiratzeko leihoak», interpreten poemes i escrits de l'escriptor Joseba Sarrionandia. El 2010 varen fer també una versió del poema «Liluraren Kontra» escrit pel poeta alemany Bertolt Brecht i popularitzat en euskera per una cançó de cantautor Mikel Laboa. La comentada versió forma part de molts dels seus actuals directes.
Segons el documental sobre el grup Zertarako Amestu, el grup afirma que no componen mentre són de gira. Es tanquen a l'estudi i posen en pràctica l'acumulació d'idees que han anat sorgint durant els concerts. Primer componen musicalment les cançons i després hi afegeixen les lletres.

## Membres
- Gorka Urbizu (veu, guitarra i ocasionalment teclats)[71]
- David González (baix)
- Galder Izagirre (bateria)

### Membres anteriors
- Aitor Oreja (guitarra fins al 2005)
- Mikel López "Rubio" (baixista fins al 2008)
- Aitor Goikoetxea (bateria fins al 2010)

## Discografia
- Maketa (1994) - No comercialitzada. Va ser autoeditada per Gorka Urbizu i Aitor Goikoetxea amb el nom del grup musical Berri Txarrak que era llavors només un grup paral·lel iniciat per ells dos. Després d'un temps de deliberació i havent participat en altres formacions amb altres estils molt diferents com el reggae i música pop, el 1994 Gorka Urbizu i Aitor Goikoetxea van provar d'enregistrar amb el nom de Berri Txarrak aquesta maqueta en format casset. Amb un estil molt pròxim al metall pesant que a poc a poc aniria cap al rock dur.[72]
- Berri Txarrak (1997) és el primer àlbum d'estudi i, per tant, de debut del grup. En la gravació participaren Gorka Urbizu a la veu, guitarres i piano, Aitor Oreja a les guitarres, Mikel López al baix, i Aitor Goikoetxea a la bateria.[73] El disseny de l'àlbum anà a càrrec de Manolo Gil.[74]
- Ikasten (1999) en català "Aprenent" o "Estudiant".[75] Fou gravat a l'estudi Sonido XXI de Espartza de Galar el 1999, produït per Haritz Harreguy i Berri Txarrak, i el disseny anà a càrrec de Biktor Andueza.
- Eskuak/Ukabilak - 2001 (GOR Diskak) (en català "Mans / Punys"), enregistrat a l'estudi Garate Studios d'Andoain l'any 2001. És l'àlbum on es publicaren cançons molt conegudes en els directes de la banda com "Oihu", "Ebideentegia", "Biziraun", i "Stereo". La cançó "Biziraun" va obtenir el guardó Gaztea Saria a la millor cançó de l'any.[76]
- Libre © - 2003 (GOR Diskak)
- Jaio.Musika.Hil - 2005 (GOR Diskak)
- Payola - 2009 (Roadrunner / Only In Dreams)
- Haria - 2011 (Kaiowas Records / Only In Dreams)
- Denbora Da Poligrafo Bakarra - 2014 (Only in Dreams)
- Infrasoinuak - 2017 (Only in Dreams)

### Àlbums en directe
- Zertarako Amestu - 2007 [DVD] (GOR Diskak)

### Recopilatoris
- Denak ez du balio (SINGLES 1997-2007) - 2010 (GOR Diskak)

### Singles
- Bakarrik egoteko modu berri bat - 2017 (Only In Dreams)

### Participació en altres àlbums
- Nafarroa, hitza dantzan 2001 (GOR Diskak)
- Navarra, tierra de rock / Rock Lurraldea
- Tributo a Judas Priest - 2000 (Zero Records)
- Bisai Berriak - 2002 - Cançó escrita i publicada per la celebració de la trobada Gazte Topagunea de les joventuts d'esquerres basques a Elorrio.
- Nostrat - Disc de KOP en què Berri Txarrak hi canta «Sols el poble salva el poble».

## Curiositats
- El 15 de maig de 2015 Berri Txarrak va anunciar que de la col·laboració amb la cervesera artesanal catalana Guineu, presentaven un pack amb 4 variacions diferents de cervesa (IPA, Toast, Black i Pilsen) junt amb un vas de disseny exclusiu. Els diners recaptats de la seva venda es destinarien a diverses finalitats socials. La cervesa es presentà el dissabte 16 de maig a la cerveseria Boulevard d'Irun dins de la Feria Solidaria de la Cerveza de Primavera.[77][78] El 6 de juny de 2017 Berri Txarrak va anunciar que amb Justin Hawke de la companyia cervesera Moor Beer de Bristol havien elaborat una nova cervesa artesana anomenada Do It Together. Aquesta nova cervesa però seria de tipus Mango Tea Pale Ale de 5,2% d'alcohol i va ser elaborada conjuntament amb Canton Tea Company de Londres.[79]
- El cantant de Lendakaris Muertos Aitor Ibarretxe va anunciar la creació d'un nou grup amb el nom de Aberri Txarrak («Males Pàtries») que parodiaria amb aquest nom els Berri Txarrak.[80] El 28 d'octubre de 2014 van anunciar el primer videoclip de la cançó «PNV Faxista» publicada a través del segell Maldito Records.[81]